# Ca n'Esteve (Cervelló)
Ca n'Esteve és una masia situada a Cervelló (Baix Llobregat), catalogada com a bé cultural d'interès local.

## Història
El llinatge dels Bruguera s'hi va mantenir des dels segles xvii-xviii fins que la pubilla Anna Bruguera i Vilanova es casà amb el militar Benigno de Salas y Carbajo.
El seu net va vendre la masia a Ramón Roy Tremosa, un professional del gremi de l'hostaleria, que la va convertir en un restaurant. L'any 1936, la finca fou saquejada i es va fer malbé el mobiliari i l'arxiu documental de la família.

## Descripció
Es tracta d'una masia molt reformada, de planta quadrada amb construccions annexes. L'edifici principal és de tres plantes, amb un pati interior i una escala senyorial amb graonada de pedra. El carener dels vessants mira a migjorn, on té més aspecte de fortalesa que de masia rural. A nord i llevant disposa dels edificis annexos destinades als afers agrícoles. Avui dia està tot adaptat per la seva funció de restaurant. El conjunt sobrepassa els 600m².